# Liste des députés de Corse
 (mai 2025).
Liste des députés du département de la Corse 

## Assemblée nationale(Cinquième République)

### Velégislature(1973-1978)
| Circonscription           | Député                   | Parti | Parti | Suppléant            | Autres mandats                     |
| ------------------------- | ------------------------ | ----- | ----- | -------------------- | ---------------------------------- |
| Première circonscription  | Nicolas Alfonsi          |       | MRG   | Léon Argenti         | Conseiller général, maire de Piana |
| Deuxième circonscription  | Jean Zuccarelli          |       | MRG   | Don-Philippe Sémidéi | Maire de Bastia                    |
| Troisième circonscription | Jean-Paul de Rocca Serra |       | UDR   | François Géronimi    | Maire de Porto-Vecchio             |

### IVelégislature(1968-1973)
| Circonscription           | Député                   | Parti | Parti | Suppléant         | Autres mandats                                                       |
| ------------------------- | ------------------------ | ----- | ----- | ----------------- | -------------------------------------------------------------------- |
| Première circonscription  | Jean Bozzi               |       | UDR   | Jean Orabona      | Conseiller général du canton de Saint-Florent                        |
| Deuxième circonscription  | Pierre Giacomi           |       | UDR   | Pancho Négroni    | Conseiller général du canton de Fiumalto-d'Ampugnani, maire de Pruno |
| Troisième circonscription | Jean-Paul de Rocca Serra |       | UDR   | François Géronimi | Maire de Porto-Vecchio                                               |

### IIIelégislature(1967-1968)
| Circonscription           | Député                                                   | Parti | Parti    | Suppléant          | Autres mandats         |
| ------------------------- | -------------------------------------------------------- | ----- | -------- | ------------------ | ---------------------- |
| Première circonscription  | Jean Bozzi                                               |       | UDR      | Jean Orabona       |                        |
| Deuxième circonscription  | Jacques Faggianelli puis Jean Zuccarelli (28 avril 1968) |       | UDR PRRS | Charles Galletti ? | Maire de Bastia        |
| Troisième circonscription | Jean-Paul de Rocca Serra                                 |       | UDR      | François Géronimi  | Maire de Porto-Vecchio |

### IIelégislature(1962-1967)
| Circonscription           | Député                                               | Parti | Parti   | Suppléant         | Autres mandats         |
| ------------------------- | ---------------------------------------------------- | ----- | ------- | ----------------- | ---------------------- |
| Première circonscription  | Antoine Sérafini puis Jean Orabona (29 février 1964) |       | UNR-UDT | Jean Orabona      |                        |
| Deuxième circonscription  | Jean Zuccarelli                                      |       | PRRS    | Nicolas Sémidéi   |                        |
| Troisième circonscription | Jean-Paul de Rocca Serra                             |       | DVD     | François Géronimi | Maire de Porto-Vecchio |

### Irelégislature(1958-1962)
| Circonscription           | Député             | Parti | Parti | Suppléant           | Autres mandats |
| ------------------------- | ------------------ | ----- | ----- | ------------------- | -------------- |
| Première circonscription  | Pascal Arrighi     |       | CR    | Alexandre Mattei    |                |
| Deuxième circonscription  | Jacques Gavini     |       | CNIP  | Charles Galletti    |                |
| Troisième circonscription | Marcel Sammarcelli |       | UNR   | François Zuccarelli |                |

## Assemblée nationale(Quatrième République)

### IIIelégislature(1956-1958)
- François Giacobbi (Rad-soc)
- Jacques Faggianelli (Rad-soc)
- Pascal Arrighi (Rad-soc)
- Jacques Gavini (CNIP)

### IIelégislature(1951-1955)
- Arthur Giovoni (PCF)
- Antoine Sérafini (RPF)
- Jacques Faggianelli (SFIO)
- Jacques Gavini (CNIP)

### Irelégislature(1946-1951)
- Arthur Giovoni (PCF)
- Paul Giacobbi (Rad-soc)
- Jacques Bianchini (SFIO)
- Jacques Gavini (PRL)

## Assemblée constituante(GPRF)

### IIeAssemblée nationale constituante(1946)
- Arthur Giovoni (PCF)
- Paul Giacobbi (Rad-soc)
- Adolphe Landry (Rad-soc)
- Jacques Gavini (PRL)

### IreAssemblée nationale constituante(1945-1946)
- Arthur Giovoni (PCF)
- Paul Giacobbi (Rad-soc)
- Adolphe Landry (Rad-soc)
- Jacques Gavini (PRL)

## Chambre des députés (Troisième République)

### XVIelégislature(1936-1942)
Un décret de 1939 a prolongé de deux ans le mandat de la législature élue en 1936.
- Bastia : César Campinchi (1882-1941), Radical-socialiste, décédé le 22 février 1941 ;
- Ajaccio : Adolphe Landry (1874-1956), Radical-socialiste ;
- Corte : François Piétri (1882-1966), Alliance des républicains de gauche et des radicaux indépendants ;
- Sartène : Camille de Rocca Serra (1880-1963), Alliance des républicains de gauche et des radicaux indépendants ;

### XVelégislature(1932-1936)
- Bastia : César Campinchi (1882-1941), Radical-socialiste ;
- Ajaccio : Horace de Carbuccia (1891-1975), Gauche radicale ;
- Corte : François Piétri (1882-1966), Républicains de gauche ;
- Sartène : Camille de Rocca Serra (1880-1963), Républicains de gauche  ;

### XIVelégislature(1928-1932)
Les élections législatives furent au scrutin d'arrondissement majoritaire à deux tours de 1928 à 1936.
- Ajaccio : Adolphe Landry (1874-1956), Gauche radicale ;
- Bastia : Henri Pierangeli (1875-1945), Gauche radicale ;
- Corte : François Piétri (1882-1966), Républicain de gauche (modéré) ;
- Sartène : Camille de Rocca Serra, Républicain de gauche (modéré) ;

Source : Élections législatives 22-29 avril 1928 de Georges Lachapelle - https://gallica.bnf.fr/ark:/12148/bpt6k320439r.texteImage#

### XIIIelégislature(1924-1928)
Les élections législatives de 1924 furent organisées au scrutin proportionnel de liste. Elles marquèrent au niveau national national la victoire du "Cartel des gauches".
Liste du Parti républicain démocratique corse
- Adolphe Landry (1874-1956), Gauche républicaine démocratique ;
- Vincent de Moro-Giafferri (1878-1956), Républicain socialiste et socialiste français ;
- Célestin Marc Caïtucoli (1865-1935), Parti radical et radical-socialiste ;

Liste d'Union républicaine
- François Piétri (1882-1966), Républicain de gauche (modéré) ;

Source : Barodet sur le site de l'Assemblée Nationale - https://bibnum.sciencespo.fr/s/catalogue/ark:/46513/sc16m1m0#?c=&m=&s=&cv=

### XIIelégislature(1919-1924)
Les élections législatives de 1919 furent organisées au scrutin proportionnel de liste. Elles marquèrent au niveau national la victoire du "Bloc national" de centre-droit.
Liste du Parti républicain démocratique
- Vincent de Moro-Giafferri (1878-1956), Républicain socialiste ;
- Adolphe Landry (1874-1956), Action républicaine et sociale ;
- Célestin Marc Caïtucoli (1865-1935), Non-inscrit (Radical-socialiste) ;

Liste des Républicains de gauche
- Antoine Gavini (1856-1938), Républicain de gauche (modéré) ;
- Henri Pierangeli (1875-1945), Gauche républicaine démocratique ;

Source : Barodet, sur le site de l'Assemblée Nationale - https://bibnum.sciencespo.fr/s/catalogue/ark:/46513/sc16m2kz#?c=&m=&s=&cv=

### XIelégislature(1914-1919)
- Corte : Marius Giacobbi (1846-1919), Radical socialiste ;
- Sartène : Joseph Giordan (1864-1941), Radical socialiste ;
- Calvi : Adolphe Landry (1874-1956), Union républicaine radicale et socialiste ;
- Bastia : Henri Pierangeli (1875-1945), Républicain de gauche (modéré) ;
- Ajaccio : Dominique Pugliesi-Conti (1863-1926), non-inscrit ;

Sources : Journal Le Temps du 28 avril et du 12 mai 1914 sur Gallica - ,.

### Xelégislature(1910-1914)
- Corte : Louis Adriani (1862-1942), Gauche radicale ;
- Sartène : Joseph Balesi (1850-1911), Radical socialiste, décédé le 1er octobre 1911, remplacé par Joseph Giordan (1864-1941), Radical socialiste, élu le 4 février 1912  ;
- Calvi : Adolphe Landry (1874-1956), Républicain socialiste ;
- Bastia : Henri Pierangeli (1875-1945), Gauche démocratique ;
- Ajaccio : Dominique Pugliesi-Conti (1863-1926), Républicain progressiste ;

Sources : Journal Le Temps du 24 avril et du 8 mai 1910 sur Gallica - ,.

### IXelégislature(1906-1910)
- Ajaccio : Dominique Forcioli (1838-1917), Radical ;
- Sartène : Thadée Gabrielli (1856-1940), Républicain (Gauche démocratique), élu sénateur en 1909, remplacé par  Joseph Balesi (1850-1911), Radical Socialiste, élu le 31 mars 1909 ;
- Corte : Antoine Gavini (1856-1938), Républicain (Gauche démocratique) ;
- Bastia : Henri Pierangeli (1875-1945), Républicain (Gauche démocratique) ;
- Calvi : Rodolphe Santelli (1857-1933), Républicain progressiste ;

Sources : Journal Le Temps du 6 et du 22 mai 1906 sur Gallica - ,.

### VIIIelégislature(1902-1906)
- Ajaccio : Emmanuel Arène (1856-1908), Républicain, élu sénateur en 1905, remplacé par Dominique Forcioli (1838-1917), Radical;
- Bastia : Ange-Gaétan Astima (1826-1909), Républicain ministériel;
- Sartène : Thadée Gabrielli (1856-1940), Républicain ;
- Corte : Marius Giacobbi (1846-1919), Radical, élu sénateur en 1903, remplacé par Antoine Gavini (1856-1938), Républicain Radical;
- Calvi : Jean-Toussaint Malaspina (1853-1904), Radical, décédé en 1904, remplacé par Joseph Chaleil (1865-1920), Républicain;

Source : journal Le Temps du 29 avril et du 13 mai 1902 sur Gallica,.

### VIIelégislature(1898-1902)
- Ajaccio : Emmanuel Arène (1856-1908), Républicain ;
- Bastia : Ange-Gaétan Astima (1826-1909), Républicain, élu avec trois voix d'avance sur son concurrent, son élection est annulée le 13 juillet 1898. Il est réélu le 2 octobre 1898.
- Corte : Marius Giacobbi (1846-1919), Républicain ;
- Calvi : Jean-Toussaint Malaspina (1853-1904), Républicain ;
- Sartène : Charles Jean Félix Pozzo di Borgo (1858-1902), Républicain ;

Source : journal Le Temps du 10 mai et du 24 mai 1898 sur Gallica,.

### VIelégislature(1893-1898)
- Sartène : Emmanuel Arène (1856-1908), Républicain ;
- Ajaccio : Dominique François Ceccaldi (1833-1897), Radical ;
- Calvi : Sébastien Gavini (1858-1938), Rallié ;
- Bastia : Antoine Gavini (1856-1938), Rallié;
- Corte : Joseph Luce de Casabianca (1847-1920), Rallié ;

Source : journal Le Temps du 22 août et du 5 septembre 1893 sur Gallica,.

### Velégislature(1889-1893)
- Sartène :  Emmanuel Arène (1856-1908), Républicain ;
- Corte : Horace de Choiseul-Praslin (1837-1915), Républicain;
- Bastia : Antoine Gavini (1856-1938), Bonapartiste ;
- Ajaccio : Paul Multedo (1846-1908), Bonapartiste, invalidé, remplacé par Dominique François Ceccaldi (1833-1897), Républicain;
- Calvi : Christian Henri Marie de Villeneuve (1852-1931), Bonapartiste Boulangiste;

Source : journal Le Temps du 24 septembre et du 8 octobre 1889 sur Gallica,.

### IVelégislature(1885-1889)
- Jacques Pierre Jean Charles Abbatucci (né en 1857) ;
- Emmanuel Arène (1856-1908) ;
- Ange-Gaétan Astima (1826-1909) ;
- Dominique François Ceccaldi (1833-1897) ;
- Denis Gavini (1820-1916) ;
- François de Montera (1823-1908) ;
- Paul Multedo (1846-1908) ;
- Paul de Susini (1843-1901) ;

### IIIelégislature(1881-1885)
- Emmanuel Arène (1856-1908) ;
- Hector Alexandre Bartoli (1822-1883) ;
- François Marie Bartoli (1814-1891) ;
- Denis Gavini (1820-1916) ;
- Antoine Giudice Graziani (1820-1906) ;
- Nicolas Péraldi (1841-1914) ;

### IIelégislature(1877-1881)
- Jean-Charles Abbatucci (1816-1885) ;
- François Xavier Joseph de Casabianca (1796-1881) ;
- Denis Gavini (1820-1916) ;
- Georges Eugène Haussmann (1809-1891) ;
- Ernest Arrighi de Casanova (1814-1888) ;

### Irelégislature(1876-1877)
- Hector Alexandre Bartoli (1822-1883) ;
- Napoléon Joseph Charles Paul Bonaparte (1822-1891) ;
- François Xavier Joseph de Casabianca (1796-1881) ;
- Denis Gavini (1820-1916) ;
- Ernest Arrighi de Casanova (1814-1888) ;

### Assemblée nationale(1871-1876)
- Séverin Paul Abbatucci (1821-1888), Appel au peuple (Bonapartiste) ;
- Charles Étienne Conti (1812-1872), Union des droites, décédé le 13 février 1872
- Jérôme Galloni d'Istria (1815-1890), Appel au peuple (Bonapartiste);
- Denis Gavini (1820-1916), Appel au peuple (Bonapartiste);
- Léonard Limperani (1831-1905), Centre gauche ;
- Eugène Rouher (1814-1884), Appel au peuple (Bonapartiste), élu le 16 février 1872 ;
- Jean-Charles Abbatucci (1816-1885), Appel au peuple (Bonapartiste), élu le 9 juin 1872;

## Second Empire

### Irelégislature(1852-1857)
- Séverin Paul Abbatucci

### IIelégislature(1857-1863)
- Séverin Paul Abbatucci
- Louis-Thomas Mariani

### IIIelégislature(1863-1869)
- Sampiero Gavini
- Séverin Paul Abbatucci

### IVelégislature(1869-1870)
- Sampiero Gavini
- Séverin Paul Abbatucci

## IIeRépublique
Élections au suffrage universel masculin à partir de 1848

### Assemblée nationale constituante (1848-1849)
- Napoléon-Jérôme Bonaparte
- Pierre-Napoléon Bonaparte
- Louis-Lucien Bonaparte
- Charles Étienne Conti
- Pierre Marie Pietri
- François Xavier Joseph de Casabianca

### Assemblée nationale législative (1849-1851)
- Denis Gavini
- Jean-Charles Abbatucci (homme politique)
- Pierre-Napoléon Bonaparte
- François Xavier Joseph de Casabianca
- Jean-Thomas Arrighi de Casanova

## Chambre des députés (Monarchie de Juillet)

### IreLégislature(1830-1831)
- Jacques Pierre Abbatucci (ministre)
- Tiburce Sébastiani

### IIeLégislature(1831-1834)
- Joseph Antoine Limperani
- Tiburce Sébastiani

### IIIeLégislature(1834-1837)
- Joseph Antoine Limperani
- Tiburce Sébastiani

### IVeLégislature(1837-1839)
- Joseph Antoine Limperani
- Horace Sébastiani

### VeLégislature(1839-1842)
- Joseph Antoine Limperani
- Horace Sébastiani

### VIeLégislature(1842-1846)
- Agénor de Gasparin
- Horace Sébastiani

### VIIeLégislature(17/08/1846-24/02/1848)
- Auguste Du Roure de Beaumont
- Horace Sébastiani

## Chambre des députés des départements (2eRestauration)

### Irelégislature(1815–1816)
Pas de député répertorié

### IIelégislature(1816-1823)
- Horace Sébastiani
- Antoine François Peraldi
- André Ramolino
- Joseph Marie de Castelli

### IIIelégislature(1824-1827)
- Dominique de Rivarola
- Antoine François Peraldi

### IVelégislature(1828-1830)
- Tiburce Sébastiani
- Dominique de Rivarola
- Antoine Lefebvre de Vatimesnil

### Velégislature(23 juin 1830-28 juillet 1830)
- Ignace Alexandre Colonna d'Istria
- François Roger

## Chambre des représentants (Cent-Jours)
Pas de député répertorié

## Chambre des députés des départements (1reRestauration)
Pas de député répertorié

## Corps législatif(1800-1814)
- Michel-Ange d'Ornano
- Joseph Bonaparte
- Hyacinthe Arrighi de Casanova

## Conseil des Cinq-Cents(1795-1799)
- Lucien Bonaparte
- Joseph Antoine Aréna
- Joseph Bonaparte
- Luc-Julien-Joseph Casabianca
- Ange Chiappe
- Christophe Saliceti
- Ignace Joseph Lepidi
- Jean André Moltedo
- Jean-Marie Arrighi
- Antoine Andrei

## Convention nationale(1792-1795)
6 députés et 2 suppléants

### Députés
1. Saliceti (Christophe), ancien Constituant, procureur général syndic du département. Décrété d'accusation le 8 prairial an III (27 mai 1795) ; est ensuite amnistié.
2. Chiappe (Ange), membre du directoire du département, ancien député suppléant à la Constituante.
3. Casabianca (Luce), officier de marine.
4. Antoine-François Andrei, commissaire civil en Corse. Est décrété d'arrestation le 12 vendémiaire an II (3 octobre 1793) ; est remplacé le 1er ventôse an II (19 février 1794), par Arrighi ; est ensuite rappelé le 18 frimaire an III (8 décembre 1794), dans le sein de la Convention où il siège en même temps que son suppléant.
5. Bozi (Jean-Baptiste), juge criminel du district d'Oletta.
6. Jean André Moltedo, membre de l'administration du département, grand vicaire de l'évêque.

### Suppléants
1. Arrighi (Jean-Marie), remplace Andrei, le 1er ventose an II (9 février 1794) et continue à siéger malgré le rappel d'Andrei.
2. Franceschetti (Ambroise). N'a pas siégé.

## Assemblée nationale législative(1791-1792)
6 députés et 2 suppléants

### Députés
1. Félix Antoine Léonetti, commandant de la garde nationale à Bologne.
2. François Marie Pietri, de Fozzano.
3. Pozzo-Di-Borgo (Charles André), membre du directoire du département.
4. Boerio (Don Pierre Jean Thomas), président du tribunal du district de Corte.
5. Arena (Barthélemy), de l'île Rousse, membre du directoire du département.
6. Marius Peraldi, membre du conseil général du département, colonel de la garde nationale d'Ajaccio.

### Suppléants
1. Panattieri (François Benoît), de Calvi, secrétaire général de l'administration du département.
2. Regnier-du-Tillet (Honoré Marie), commissaire de marine à Bastia.

## États générauxetAssemblée constituante(1789-1791)

### Corse
(Règlement royal du 22 mars 1789).

#### Justice Royale de Bastia
Justices royales réduites à Bastia : Bastia, Ajaccio, Aleria, Bonifacio, Calvi, Cap Corse, Corte, La Porta d'Ampugnani, Nebbio, Sartène, Vico. (4 députés)
- Clergé
  - 1.Peretti della Rocca (Charles-Antoine), grand vicaire du diocèse d'Aléria
- Noblesse
  - 2.Buttafoco (mathieu, comte de), maréchal de camp, chevalier de Saint-Louis
- Tiers état
  - 3.Saliceti (Antoine-Christophe), avocat, député de la paroisse de la Porta
  - 4.Colonna de Cesari-Rocca (Pierre-Paul, comte), capitaine au régiment provincial corse, député de la juridiction d'Ajaccio

##### Suppléants. (6)
- Clergé
  - 1.Falcucci (l'abbé Joseph-Marie), député électeur de la juridiction du Cap Corse.
- Noblesse
  - 2.Gaffori (François de), maréchal de camp, chevalier de Saint-Louis, député électeur de la juridiction de Corte.
  - 3.Cattaneo (Paul-Baptiste de), député électeur de la juridiction de Calvi.
  - 4.Giubega (Laurent ou Lorenzo de), greffier en chef  et chancelier des États de Corse.
- Tiers état.
  - 5.Arena (Barthélemy), avocat, député électeur de la juridiction de Calvi.
  - 6.Chiappe (Ange), contrôleur des actes, député de la ville de Sartène[16]